# Carlos Páez Vilaró
Carlos Páez Vilaró, född 1 november 1923 i Montevideo, död 24 februari 2014 i Punta Ballena i Maldonado, var en uruguayansk konstnär. 
Han var bland annat känd för sitt hem Casapueblo i Punta Ballena i närheten av Punta del Este, varav delar drivs som hotell och museum. Han gjorde ett flertal väggmålningar runtom i världen. Han intresserade sig för afrikansk och europeisk kultur. Han bildade filmproduktionsbolaget Dahlia tillsammans med Gerard Leclery och Gunter Sachs.
Han var gift med Madelón Rodríguez Gómez 1955–1961 och de fick tre barn. Ett av dem, Carlos "Carlitos" Páez Rodríguez, var ombord på Uruguayan Air Force Flight 571 när det kraschade i Anderna i oktober 1972. Páez Vilaró deltog i sökanet efter planet. Hans son och femton andra överlevande hittades drygt två månader senare, dock tack vare att två av de överlevande själva lyckades hämta hjälp.